# Het onzienbare
Het onzienbare (originele titel: The Unnamable) is een kort horror/sciencefictionverhaal van de Amerikaanse schrijver H. P. Lovecraft. Het verhaal werd voor het eerst gepubliceerd in het juli 1925-nummer van het tijdschrift Weird Tales.

## Inhoud
Carter, een schrijver van fantasyverhalen, spreekt op een avond af met zijn vriend Joel Manton op een kerkhof in Arkham. Carter vertelt Manton over “het onzienbare”, een wezen dat met geen woorden te omschrijven valt en blijkbaar zou rondspoken in een oud huis nabij het kerkhof waar ze nu zijn. 
Wanneer Carters verhaal afgelopen is, worden beide mannen aangevallen door dit “onzienbare”. Ze overleven de aanval en ontwaken in het St. Mary’s ziekenhuis. Het blijkt dat ze beide verwondingen hebben opgelopen als kneuzingen en littekens die door een soort hoorns te lijken zijn veroorzaakt. Manton heeft als enige van hen een glimp van het wezen kunnen opvangen en probeert het zo goed mogelijk te omschrijven aan Carter. Het was volgens hem als een gelatine, een slijm dat duizend verschillende vormen had die hij zich lang niet allemaal meer kan herinneren. Het ultieme gedrocht.

## Achtergrond
Over het algemeen wordt aangenomen dat de Carter uit dit verhaal Randolph Carter is, een personage dat in meerdere verhalen van Lovecraft zijn opwachting maakt. Dit wordt deels bevestigd door het verhaal The Silver Key uit 1926, waarin Randolph Carter refereert aan de gebeurtenissen in Arkham. Toch zijn er enkele tegenstrijdigheden met de andere Randolph Carter-verhalen. Zo gelooft de Carter in dit verhaal aanvankelijk niet in bovennatuurlijke gebeurtenissen, terwijl het verhaal zich chronologisch gezien zou afspelen na De droomwereld van Kadath en De verklaring van Randolph Carter, waarin Randolph Carter al eens met bovennatuurlijke gebeurtenissen geconfronteerd wordt. Verder lijkt de Carter in dit verhaal meer een afspiegeling van Lovecraft zelf.

## Bewerkingen
"Het onzienbare"  is tweemaal verfilmd. Beide films zijn geregisseerd door Jean-Paul Ouellette en hebben maar weinig gemeen met het originele verhaal:
- The Unnamable (1988)
- The Unnamable II: The Statement of Randolph Carter (1993)